# Parlamentsvalet i Slovakien 2016
Parlamentsvalet i Slovakien 2016 ägde rum den 5 mars 2016. 23 partier kandiderade till de 150 platserna i Slovakiens nationalråd. Sittande Socialdemokraterna förblev största parti men gick kraftigt bakåt och måste söka koalitionspartner för att få majoritet i parlamentet. Valets största vinnare var de två nationalistpartierna Slovakiska nationalistpartiet och Vårt Slovakien.

## Opinionsmätningar
Socialdemokraterna hade inför valet egen majoritet, och såg enligt opinionsmätningar ut att avgå med segern i valet, efter populära välfärdssatsningar som gratis tågresor för studenter och pensionärer, och en restriktiv invandrings- och flyktingpolitik.

## Valresultat
Då 99,98 procent av rösterna hade räknats stod det klart att Socialdemokraterna blir största parti, men går bakåt med 34 mandat (16 procentenheter) och förlorar den egna majoriteten i parlamentet. Hela åtta partier klarade 5%-spärren.
 Valets största vinnare blev två nationalistpartier, som båda gick från 0 till 15 respektive 14 mandat.
Den 17 mars informerade Socialdemokraternas Robert Fico att han kommer bilda en regeringskoalition bestående av Socialdemokraterna, Slovakiska nationalistpartiet, Most–Híd och Sieť.